# Deset Božjih zapovijedi
Deset Božjih zapovijedi ili Dekalog (heb. דברימ devarim = "riječi") je skup zakona što su ga Izraelci, prema biblijskom izvještaju, primili od Boga na planini Sinaju preko proroka Mojsija, nakon prelaska preko Crvenog mora i izlaska iz egipatskog sužanjstva oko 1200. pr. Kr. One su dio zbirke zakona poznate pod nazivom "Zakon" (heb. Tora) ili "Mojsijev zakon". 

## Tekst Deset zapovijedi
Prijevod s hebrejskog jezika (preveo Silvije Grubišić) glasi ovako (Izlazak 20, 2-17; vidi i Ponovljeni zakon 5,6-21):
1. Ja sam Gospod, Bog tvoj, koji sam te izveo iz zemlje egipatske, iz kuće ropstva. Nemoj imati drugih bogova uz mene.
2. Ne pravi sebi lika ni obličja bilo čega što je gore na nebu, ili dolje na zemlji, ili u vodama pod zemljom. Ne klanjaj im se niti im služi. Jer ja, Gospod, Bog tvoj, Bog sam ljubomoran. Kažnjavam grijeh otaca - onih koji me mrze - na djeci do trećeg i četvrtog koljena, a iskazujem milosrđe tisućama koji me ljube i vrše moje zapovjedi.
3. Ne uzimaj uzalud imena Gospoda, Boga svoga, jer Gospod ne oprašta onome koji uzalud izgovara ime njegovo.
4. Sjeti se da svetkuješ dan subotnji. Šest dana radi i obavljaj sav svoj posao. A sedmoga je dana subota, počinak posvećen Jahvi, Bogu tvojemu. Tada nikakva posla nemoj raditi: ni ti, ni sin tvoj, ni kći tvoja, ni sluga tvoj, ni sluškinja tvoja, ni živina tvoja, niti došljak koji se nađe unutar tvojih vrata. Ta i Jahve je šest dana stvarao nebo, zemlju i more i sve što je u njima, a sedmoga je dana počinuo. Stoga je Jahve blagoslovio i posvetio dan subotnji.
5. Poštuj oca svoga i majku svoju, da imadneš dug život na zemlji koju ti dâ Jahve, Bog tvoj.
6. Ne ubij!
7. Ne učini preljuba!
8. Ne ukradi!
9. Ne svjedoči lažno na bližnjega svoga!
10. Ne poželi kuće bližnjega svoga! Ne poželi žene bližnjega svoga; ni sluge njegova, ni sluškinje njegove, ni vola njegova, ni magarca njegova, niti išta što je bližnjega tvoga!
U prijevodima Biblije na hrvatski jezik riječ rob je ublažena riječju sluga, pa bi točniji prijevod bio "Ne poželi žene bližnjega svoga; ni roba njegova, ni ropkinje njegove".
Deset zapovijedi do danas čine temelj židovske i kršćanske vjere.
Budući da u hebrejskom tekstu ne postoji numeracija ni neka druga jasna podjela zapovijedi, te nije lako odrediti njihov broj, do tradicionalnog broja od deset zapovijedi u različitim se predajama dolazi na različite načine. Osobito je ta raznolikost prisutna među raznim kršćanskim zajednicama.

## Deset zapovijedi u Katoličkoj Crkvi
Inačica koja se nalazi u katoličkom Katekizmu, ali i kod nekih drugih Crkava, donosi drugačiji, sažeti, tekst. U tom se tekstu umjesto spomena "subote" spominje "dan Gospodnji". Za zapovijed koja spominje zabranu izrađivanja likova Katolička Crkva drži da je sadržana u prvoj zapovijedi (prema njenom nauku, likovi se ne štuju kao da su Bog ili sami sveci, nego samo kao podsjećanje na njih, dok se zabrana iz Deset zapovijedi odnosi na uvjerenje da božanstvo prebiva u izrađenom liku). Ove Crkve također imaju zadnje dvije koje su sadržane u zadnjoj zapovijedi, prema gornjem tekstu. Ovaj raspored Deset zapovijedi, kakav se rabi u Katoličkoj Crkvi, potječe od svetog Augustina:
1. Ja sam Gospodin, Bog tvoj, nemaj drugih bogova uz mene!
2. Ne izusti imena Gospodina, Boga svoga, uzalud!
3. Spomeni se da svetkuješ dan Gospodnji!
4. Poštuj oca i majku da dugo živiš i dobro ti bude!
5. Ne ubij!
6. Ne sagriješi bludno!
7. Ne ukradi!
8. Ne reci lažna svjedočanstva!
9. Ne poželi tuđeg ženidbenog druga!
10. Ne poželi nikakve tuđe stvari!

## Deset zapovijedi u Pravoslavnoj Crkvi
Sažeti, ali drugačije raspoređeni tekst zapovijedi donosi i Pravoslavna Crkva, sljedeći raspored zapovijedi kakav su rabili istočni crkveni oci:
1. Ja sam Gospod Bog Tvoj; nemoj imati drugih bogova osim mene.
2. Ne pravi sebi idola niti kakva lika; nemoj im se klanjati niti im služiti.
3. Ne uzimaj uzalud imena Gospoda Boga svojega.
4. Sjećaj se dana odmora da ga svetkuješ; šest dana radi i svrši sve svoje poslove, a sedmi dan je odmor Gospodu Bogu tvojemu.
5. Poštuj oca svojega i majku svoju, da ti dobro bude i da dugo poživiš na zemlji.
6. Ne ubij.
7. Ne čini preljube.
8. Ne kradi.
9. Ne svjedoči lažno na bližnjega svojega.
10. Ne poželi ništa što je tuđe.

Umjesto izraza "subota", ima izraz "dan odmora", što je i značenje hebrejske riječi šabat. Pravoslavna Crkva, iako zadržava zabranu izrade likova, ipak štuje ikone, no, slično kao i u Katoličkoj Crkvi, ne drži da u njima stanuje božanstvo.

## Deset zapovijedi u Evangeličkoj crkvi
Tekst Deset zapovijedi Evangeličke ili Luteranske crkve, poput Katoličke crkve, slijedi raspored kakav je načinio sveti Augustin te nema zabranu izrađivanja likova, a zadnju zapovijed dijeli na dvije, dok poput onog Pravoslavne crkve, umjesto "subote" ima "dan odmora.":
1. Ja sam Gospod Bog tvoj, nemoj imati drugih Bogova uz mene.
2. Ne uzimaj uzalud imena Gospoda Boga svojega.
3. Sjećaj se dana odmora, da ga svetkuješ.
4. Poštuj oca svoga i majku svoju, da ti se produlje dani na zemlji.
5. Ne ubij.
6. Ne čini preljub.
7. Ne kradi.
8. Ne svjedoči lažno na bližnjega svojega.
9. Ne poželi kuće bližnjega svojega.
10. Ne poželi žene bližnjega svojega, ni sluge njegova, ni sluškinje njegove, ni vola njegova, ni magarca njegova, niti išta, što pripada bližnjemu tvom.

## Ostale interpretacije
Tijekom stoljeća, razvile su se i druge interpretacije Dekaloga, ovisno o teološkim karakteristikama religijskih zajednica koje su interpretirale Biblijski zapis. Danas je gotovo nemoguće sa sigurnošću reći koji je točan broj interpretacija, iako postoje neke koje su poznatije i medijski eksponiranije od drugih.
Primjerice, nakon Reformacije došlo je do procvata ikonoklastičke interpretacije Dekaloga koja smatra da riječi "Ne pravi sebi lika ni obličja bilo čega što je gore na nebu, ili dolje na zemlji, ili u vodama pod zemljom." označava zasebnu Zapovijed koja brani bilo kakvo kiparsko ili likovno djelo u sakralnoj umjetnosti. Nadalje, Slavljenje Subote (a ne Nedjelje) kao "Dana Gospodnjeg" karakteristika je svih pokreta nastalih nakon svojevrsne šizme unutar Millerijanske Tradicije.

## Druge hrvatske varijante
Gradišćansko-hrvatski:
1. Ja sam Gospodin Bog tvoj: Gospodinu Bogu tvojemu se klanjaj i nek njemu služi.
2. Ne primi imena Božjega zaman.
3. Spomeni se, da Gospodinov dan svetiš.
4. Poštuj oca i mater, da ti Bog da dug žitak, i da ti dobro ide na zemlji.
5. Ne umaraj.
6. Ne praznuj.
7. Ne kradi.
8. Krivo ne svidoči na bližnjega tvojega.
9. Ne poželji žene bližnjega tvojega.
10. Ne poželji imanja bližnjega tvojega.
Na gradišćanskom i kajkavskom jeziku ime Mojsija je Mojzeš, baš onako na prekomursko-slovenskom jeziku.
Kajkavski:
1. Ja sem Gospon Bog tvoj, nemaj tuđeh Bogov pred menum.
2. Ne primi imena Gospona Boga tvojega, zavman.
3. Spomeni se, da svetke svetiš.
4. Poštuj Otca i Mater.
5. Ne vumori.
6. Ne praznuj.
7. Ne kradi.
8. Ne govori krivoga svedočanstva proti bližnjemu tvojemu.
9. Ne poželej žene bližnjega tvojega
10. Ne poželi hiže, ni polja, ni sluge, ni službenice, ni vola, ni osla, ni marhe nikakove, bližnega tvojega.
Szveti Evangeliumi (1694)
"Svaka pojedina Božja i crkvena zapovijed, obogaćuje razum nadnaravnim znanjem, volji daje nadčovječnu snagu i čuva joj slobodu od ropstva raznih strasti; ograđuje tijelo od štetnih užitaka, izrađuje mirni kućni život time što naglašuje strpljivost i krotkost srca; potiče nas na koristan rad, donosi ljubav bližnjemu koja traži da ga pomažemo duhovnim i tjelesnim dobrima." (Vendelin Vošnjak)

## Poveznice
- Promjena dana Gospodnjeg sa subote na nedjelju
- Dvije zapovijedi ljubavi